# 3605 Davy
A 3605 Davy (ideiglenes jelöléssel 1932 WB) a Naprendszer kisbolygóövében található aszteroida. Eugene Joseph Delporte fedezte fel 1932. november 28-án.